# 함양박물관
함양박물관은 2014년 12월 18일에 개관한 함양군의 역사박물관이다. 76억 4200만원의 사업비로 연면적 1900m2, 지하1층 지상 3층 규모의 현대식 건물로 지어졌으며 주로 백제, 가야, 신라의 유물을 소장하며 원래 9월에 개관 예정이었으나 시설이 부덕하여 12월로 개관을 미루었다. 유물은 주로.청동,철과같은 것으로 만들어진 것이며 대부분은 기증한 물품이다.

## 시설
- 1층은 어린이체험실, 세미나실, 영상홍보관이 있다 1층은 체험,영상시설만 있고 유물은 없다
- 2층은 기획전시실로 2,000여 점의 기증,기탁물을 전시해 놓았다. 함양초에서 발굴된 유물도 있다.
- 3층은 상설전시실로 함양의 선비문화와 정신을 알리고 유교의 역사,남계서원의 역사가 주로 있다 함양의 조선시대 지도도 있다.

## 휴관일
매주 월요일,1월1일,추석,설날 당일이다.

## 주소
경남 함양군 함양읍 필봉산길55에 위치해 있다.